# Marquesado de Santacara
El marquesado de Santacara es un título nobiliario español concedido en 1682 por el rey Carlos II a favor de Joaquín Antonio Beaumont de Navarra y Ezcurra, quien comenzó a utilizar el título a partir de ese año, aunque no fue hasta el 28 de junio de 1693 que se expidió el real despacho.
La denominación del título se refiere a la villa y municipio de Santacara en Navarra, señorío del linaje..

## Marqueses de Santacara
|                                 | Titular                                                             | Periodo                |
| Creación por Carlos II          | Creación por Carlos II                                              | Creación por Carlos II |
| ------------------------------- | ------------------------------------------------------------------- | ---------------------- |
| I                               | Joaquín Antonio Beaumont de Navarra y Ezcurra                       | 1693-1711              |
| II                              | María Catalina de Beaumont y Navarra Escurra Gil de Alfaro y Rivera | 1711-1720              |
| III                             | Luisa Antonia Ruiz de Alarcón Beaumont de Navarra                   | 1723-1724              |
| IV                              | Josefa de Velasco y de la Cueva Alarcón Beaumont y Navarra          | 1724-1727              |
| V                               | María Luisa de Silva Meneses Velasco Alarcón Beaumont y Navarra     | 1727-1740              |
| VI                              | María Ana Francisca Spínola de Silva Velasco y de la Cueva          | 1740-1788              |
| VII                             | Isabel María Spínola Velasco de la Cueva                            | 1788-1801              |
| VIII                            | Ramón de Rojas y Fernández de Miranda                               | 1801-1802              |
| IX                              | Lucía de Rojas y Fernández de Miranda                               | 1802-1834              |
| Rehabilitación por Alfonso XIII |                                                                     |                        |
| X                               | Joaquín Argamasilla de la Cerda y Bayona                            | 1919-1940              |
| XI                              | Joaquín María Argamasilla de la Cerda y Elío                        | 1959-1987              |
| XII                             | María Antonia Argamasilla de la Cerda y González de Careaga         | 1988-2011              |
| XIII                            | Íñigo Argamasilla de la Cerda y de Antonio                          | 2012-actual titular    |

## Vizcondes de Castejón
- Gracián de Beaumont Navarra y Robles (1571-Chucuito, Perú, 1649), I vizconde de Castejon, título concedido el 30 de septiembre de 1647 por el rey Felipe IV,[2] señor de Santacara, gobernador en el Perú y miembro del Consejo Real.[3]

Casó con Barbára Díez Aux de Armendáriz y Saavedra, hermana del I marqués de Cadreita.  Le sucedió su hijo:
- Lope de Beaumont Navarra y Díez de Aux de Armendáriz (Corella, 1606-Tudela 1661), II vizconde de Castejón, señor de Santacara, caballero de la Orden de Santiago y gentilhombre de boca del rey.[4]

Casó en 1624 con María Mesía y Manrique. Le sucedió su hijo:
- Gracián de Beaumont y Navarra Mesía y Manrique (Corella, 1626-Tudela, 1670), III vizconde de Castejón y señor de Santacara.[5]

Casó en primeras nupcias, en 15 de enero de 1662, con Catalina Fausta de Ezcurra y Acedo, hija de Juan de Ezcurra y de Ana María de Acedo. Después contrajo un segundo matrimonio con Teresa Bermúdez de Castro y Bardají, hija de los primeros marqueses de Cañizar.  Le sucedió su hijo del primer matrimonio, que fue el I marqués de Santacara.

## Historia de los marqueses de Santacara
- Joaquín Antonio Beaumont de Navarra y Ezcurra (Pamplona, 1663-Pamplona, 1711), I marqués de Santacara[6] y IV y último vizconde de Castejón al cancelarse el despacho del título del vizcondado concedido a su bisabuelo.[7]

Casó en 1682 con María Laurencia Gil de Alfaro y Rivera, hija de Pedro Gil de Alfaro y de Beatriz de Rivera y Jaca, señora de Lagunilla, Nestares y Ventas Blancas. Le sucedió su hija:
- María Catalina de Beaumont y Navarra Escurra Gil de Alfaro y Rivera (m. Corella, 1720), II marquesa de Santacara, señora de la villa de Ezcurra y de Lagunilla, Nestares y Ventas Blancas y dama de la reina Mariana de Neoburgo.[8]

Casó con Rodrigo de Avellaneda Sandoval y Rojas, II marqués de Torremayor. Sin descendencia, sucedió:
- Luisa Antonia Ruiz de Alarcón Beaumont de Navarra (1703-1 de agosto de 1724[9]), III marquesa de Santacara[9] III condesa de Valverde,[10] señora de la villa de Valverde, y de las de Talayuelas, Veguillas, Ontecillas y Mezquitas,[11] hija de Diego Francisco Ruiz de Alarcón Beaumont y Navarra, II conde de Valverde,[12] señor de la casa de Alarcón en Cuenca, y de los estados citados, caballero de la orden de Alcántara, y de su segunda mujer Antonia de Montoya y Guzmán,[10] hija de Diego de Montoya y de la Torre, regidor de Cuenca, caballero de la orden de Santiago, y de Luisa de Guzmán, nieta paterna de Diego Ruiz de Alarcón Ceballos y Zárate, I conde de Valverde,[10] señor de las villas de Valverde, Talayuelas, Veguillas, Ontecillas y Mezquitas, cabeza y pariente mayor de las Alarcón en Cuenca, y de su cuarta mujer Ana de Beaumont Navarra y Díez de Aux y Armendáriz, hija de Gracián, I vizconde de Castejón[10] y señor de Santa Clara.

Casó  en primeras nupcias con Gabriel de Ocaña y Alarcón Venegas (m. 1676), IV señor de Pozuelo, regidor perpetuo de Madrid y caballero de la Orden de Calatrava. Contrajo un segundo matrimonio con Antonio de Velasco y de la Cueva (m. 1730), XIII conde de Siruela, grande de España, XI señor y X mayorazgo de la villa de Roa y su tierra, señor de los Valles de Pernía y de Cervera de Río Pisuerga, de Castrejón y Villalobón y del mayorazgo de Nogueros, gentilhombre de la cámara sin ejercicio. Le sucedió su hija del segundo matrimonio:
- Josefa de Velasco de la Cueva Alarcón Beaumont y Navarra (m. Madrid, 1727), IV marquesa de Santacara y IV condesa de Valverde,[10] señora de Veguillas, Ontecillas, Mezquitas y Talayuelas y de la casa de Alarcón en Cuenca.[11]

Casó en 1701, siendo su primera esposa, con Fernando de Silva y Meneses, XIII conde de Cifuentes, III marqués de Alconchel, alférez mayor de Castilla. Le sucedió su hija:
- María Luisa de Silva Meneses Velasco Alarcón Beaumont y Navarra (1703-1740),[15] V marquesa de Santacara,[15] V condesa de Valverde[15] y XIV condesa de Siruela.[9]

Casó en 1721 con Lucas de Spínola y Spínola, capitán general de los Reales Ejércitos, capitán general de Aragón, caballero de Santiago y gentilhombre de cámara con ejercicio, hijo segundo de Francisco María Spínola, príncipe de  Molfetta y III duque de San Pedro de Galatino, y de Isabel de Spínola Colonna, hija de Pablo Spínola Doria (m. 1699), III duque de Sesto, III marqués de los Balbases, etc., y de Anna Colonna y Giogia. Le sucedió su hija:
- María Ana Francisca Spínola de Silva de Velasco y de la Cueva (m. 1788), VI marquesa de Santacara,[18] VI condesa de Valverde[18] y XV condesa de Siruela.[9]

Casó en primeras nupcias, el 15 de febrero de 1736, con su primo hermano, Francesco María Spínola, V duque de San Pedro de Galatino y príncipe de Molfetta, hijo del IV duque de San Pedro de Galatino, hermano de su padre. Contrajo un segundo matrimonio con Francesco de Paula Balbi di Mari Centurione. Sin descendencia de este segundo matrimonio. Le sucedió su hija del primer matrimonio:
- Isabel María Spínola Velasco de la Cueva (1737-Padua, 9 de enero de 1801), VII marquesa de Santacara,[20] VII condesa de Valverde,[21] XVI condesa de Siruela,[22] VI duquesa de San Pedro de Galatino[23] y princesa de Molfetta.[20]

Casó en 1758 con Martín Fernández de Velasco y Pimentel, XII duque de Frías, IV duque de Arión, XVI conde de Alba de Liste, XVI conde de Haro, conde de Salazar, marqués de Cilleruelo, V marqués del Fresno, V vizconde de Sauquillo. Sin descendencia. Después de un pleito de tenuta, sucedió:
- Ramón de Rojas y Fernández de Miranda (1757-11 de junio de 1802), VIII marqués de Santacara,[24] VIII conde de Valverde, VIII conde de Mora[25] y VI marqués de la Torre de Esteban Hambrán,[24] hijo de Joaquín Antonio de Rojas Toledo y Vargas, VII conde de Mora, y de su esposa María Antonia Fernández de Miranda y Villacís.[11] Sin descendencia, le sucedió su hermana:

- Lucía de Rojas y Fernández de Miranda (m. 19 de julio de 1834), IX marquesa de Santacara,[26] IX condesa de Valverde,[26] X condesa de las Amayuelas, X marquesa de Taracena, IX condesa de Mora, etc.[26]

Casó con Ignacio Jaime Margens de Nin y Sotomayor, VI duque de Sotomayor, VIII conde de Crecente, III conde de Castillo y VI marqués de Tenorio. Sin descendencia.
Rehabilitado en 1919 por:
- Joaquín Argamasilla de la Cerda y Bayona (Madrid, 16 de julio de 1870-5 de diciembre de 1940), X marqués de Santacara,[27] escritor e historiador. Hijo de Pedro José María Argamasilla y Miranda y de María de los Dolores Bayona y Arteta.

Casó el 14 de mayo de 1897, en Segovia, con Ana María Josefa de Elío y Coig. Le sucedió, en 1959, su hijo:
- Joaquín María Argamasilla de la Cerda y Elío (Madrid, 4 de abril de 1905-Bilbao, 20 de mayo de 1987), XI marqués de Santacara.[28]

Casó con Josefina González de Careaga y Urigüen. Le sucedió, en 1988, su hija:
- María Antonia Argamasilla de la Cerda y González de Careaga (m. 2011), XII marquesa de Santacara.[28][29]

Casó con Luis de Antonio y Baztán. Le sucedió su hijo:
- Íñigo Argamasilla de la Cerda y de Antonio, XIII marqués de Santacara[30]